# 1864 en droit
Cet article présente les faits marquants de l'année 1864 en droit.

## Événements
- Grèce : adoption d'une nouvelle constitution.

### Avril
- 22 avril, États-Unis : adoption du Coinage Act of 1864, qui autorise le changement de composition des pièces de 1 cent et la création des pièces de 2 cents.

### Mai
- 25 mai, France :  promulgation d’une loi[1] autorisant les coalitions. La grève est désormais tolérée.

### Octobre
- 14 octobre, États-Unis : signature du traité de Council Grove par les États-Unis et plusieurs peuples amérindiens. Ce traité établit les limites de la réserve indienne des Klamaths, tandis que les Amérindiens cèdent aux États-Unis une partie de leurs terres ancestrales. En échange, les États-Unis s'engagent à leur verser 8 000 dollars par an pendant cinq ans, puis 5 000 dollars par an pendant encore cinq ans et enfin 3 000 dollars par an pendant cinq autres années.